# Aure (rzeka)
Aure – rzeka we Francji, przepływająca przez teren departamentu Calvados, o długości 82,1 km. Stanowi prawy dopływ rzeki Vire.